# Conus vittatus
Conus vittatus é uma espécie de gastrópode do gênero Conus, pertencente à família Conidae.

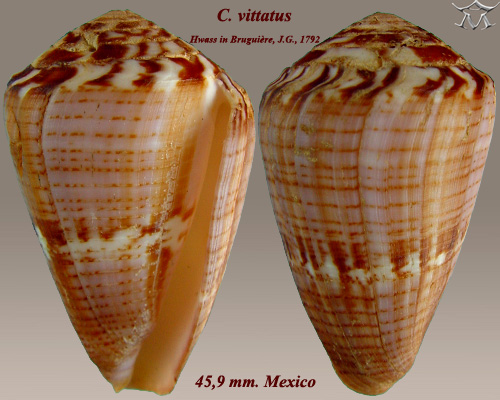
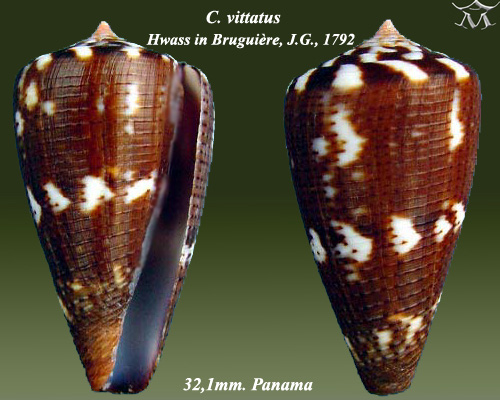